# Critères éditions
Pour les articles homonymes, voir critère.
Critères est une maison d'édition française indépendante, créée en 1994 à Grenoble, et spécialisée en art contemporain (photographie, peinture et sculpture), avec une prédilection pour l'art urbain (ou street art), exploitée par la société homonyme.

## Quelques collections

### Urbanité
Urbanité est la première collection des éditions Critères. Elle consacre des monographies aux artistes de l'art urbain : Jérôme Mesnager, Miss.Tic, Jean Faucheur, Mosko et associés, L'Atlas, Speedy Graphito, VLP.

### Opus Délits
Autre collection, Opus Délits présente, sous un petit format et à petit prix, des artistes urbains de tous horizons :
| Numéro | Artiste                   | Genre                        |
| ------ | ------------------------- | ---------------------------- |
| 1      | Psyckoze                  | graffiti                     |
| 2      | VLP                       | pochoir                      |
| 3      | Ben                       |                              |
| 4      | Collectif France Tricot   | tricot urbain                |
| 5      | C215                      | pochoir                      |
| 6      | Antonin Rêveur            | graffiti                     |
| 7      | Epsylon Point             | pochoir                      |
| 8      | Seize Happywallmaker      | graffiti                     |
| 9      | FKDL                      | collage                      |
| 10     | Philippe Bonan            | photographie                 |
| 11     | Belles De Murs            |                              |
| 12     | Jef Aérosol               | pochoir                      |
| 13     | Paul Santoleri            | fresque                      |
| 14     | Speedy Graphito           |                              |
| 15     | Miss.Tic                  | pochoir                      |
| 16     | Mosko et associés         | pochoir                      |
| 17     | dAcRuZ                    | graffiti                     |
| 18     | Jana & Js                 | pochoir                      |
| 19     | Artiste-Ouvrier           | pochoir                      |
| 20     | NiKoDeM                   | graffiti                     |
| 21     | Kouka                     |                              |
| 22     | Shaka                     |                              |
| 23     | LUDO                      |                              |
| 24     | Jérôme Mesnager           |                              |
| 25     | Artof Popof               |                              |
| 26     | Jacques Villeglé          |                              |
| 27     | YZ                        | graffiti                     |
| 28     | Jadikan                   | photographie                 |
| 29     | Rero                      |                              |
| 30     | Ernest Pignon-Ernest      | collage                      |
| 31     | Andréa Michaelsson (Btoy) |                              |
| 32     | Zenoy                     |                              |
| 33     | Inti                      |                              |
| 34     | 36Recyclab                |                              |
| 35     | OX                        |                              |
| 36     | Mark Jenkins              |                              |
| 37     | Levalet                   |                              |
| 38     | Fred Le Chevalier         |                              |
| 39     | Morèje                    | mosaïque                     |
| 40     | Ender                     |                              |
| 41     | C215                      | pochoir                      |
| 42     | Alessio-B                 |                              |
| 43     | Logan Hicks               |                              |
| 44     | Goin                      | pochoir                      |
| 45     | Jimmy C                   |                              |
| 46     | Vinie Graffiti            |                              |
| 47     | David Walker              |                              |
| 48     | Nosbé                     |                              |
| 49     | Konny Steding             |                              |
| 50     | Clet                      |                              |
| 51     | Pantonio                  |                              |
| 52     | Brusk                     | graffiti                     |
| 53     | E=MC215                   | pochoir                      |
| 54     | Codex Urbanus             |                              |
| 55     | Zilda                     |                              |
| …      |                           |                              |
| 68     | Le Cyclop                 | peinture sur mobilier urbain |

### In Vivo
Cette collection présente des « artistes d'aujourd'hui aux techniques et aux sensibilités variées » : Éric Roux-Fontaine, Joël Ducorroy, Troy Henriksen, Fred Kleinberg…

## Expositions
- « Opus délits show », Paris, Espace Pierre Cardin, du 17 au 20 octobre 2013[4]